# 假姓
假姓為中文姓氏之一，是華人很少見的姓。
在「百家姓」找不到，而《中国姓氏集》和《新编千家姓》皆收有此姓。
假姓最早可溯及西漢時的陳留縣：陳留假倉 字子驕 治尚書 受學於平陵張山 拊官至膠東相騎都尉。
尚書有假氏學。
據《漢書·卷八十八·儒林傳第五十八》，假倉以謁者官職參與石渠閣論書。
假姓在中國大陸雖南北皆有，但仍是罕見稀姓，而現在臺灣則只有一戶家庭。

## 起源
《隸釋·隸續》所載的《劉寬碑陰》有假琰，字元經，玉門關侯。

## 軼事
全台灣僅一戶姓假。
曾有人在部隊擔任軍官，因為制服上繡了「假」姓，被憲兵誤認是身分造假，抓去關禁閉；後來，又遇上中共整頓地主，假姓家族在中國又遭迫害。台灣過去也有人因此姓氏起政府單位注意，曾被警總鎖定為「匪嫌」。

## 外部連結
[在维基数据编辑]
 《欽定古今圖書集成·明倫彙編·氏族典·假姓部》，出自陈梦雷《古今圖書集成》